# ژاکلین مک‌کنزی
ژاکلین مک‌کنزی (به انگلیسی: Jacqueline McKenzie) (زاده ۲۴ اکتبر ۱۹۶۷) بازیگر استرالیایی است.
از فیلم‌های او می‌توان به بازی در پوکر فیس، دریای آبی عمیق، رومپر استومپر، سه تابستان، اسرار غیبی انجمن خواهرانه یایا، کیس کیس (بنگ بنگ)، پالم بیچ و شکوفه اشاره کرد.